# 黄背叶柃
黄背叶柃（学名：Eurya nitida var. aurescens）为山茶科柃木属下的一个变种。

## 扩展阅读
- 維基物種上的相關：黄背叶柃